# Jo Witek
Pour les articles homonymes, voir Witek (homonymie).
Jo Witek est une écrivaine française, née à Puteaux, dans les Hauts-de-Seine, le 4 septembre 1968.

## Biographie
Après des études de clown dramatique à Paris (Philippe Minyana, Jean Jourdheuil, Théâtre de Chaillot, Serge Noyelle), elle travaille pour le cinéma comme lectrice, adaptatrice et conseillère aux acquisitions de droits vidéo.
Le récit intégral (ou presque) d’une coupe de cheveux ratée a notamment reçu le prix des 12-14 ans de la Foire du livre de Brive-la-Gaillarde en 2012.
Elle exerce les professions de journaliste et de rédactrice indépendante.
Elle a quitté Paris en 2002 et réside dans l'Hérault.
Avec à son actif une vingtaine d'ouvrages pour enfants, elle est membre de la Charte des auteurs et des illustrateurs jeunesse.
Avec son roman J'ai quatorze ans et ce n'est pas une bonne nouvelle, elle obtient le prix Babelio Jeunesse 2021.
De 2020 à 2024, elle s'associe avec la photographe Juliette Mas pour rencontrer, photographier, et écrire à propos de vingt adolescents dans l'intimité de leur chambre. Ce témoignage transgénérationnel est publié sous forme de livre, Chambres adolescentes, accompagné d'un podcast, et décliné en exposition,.

## Œuvres

### Ouvrages jeunesse
- Dico de la jeune fille, édition De la Martinière jeunesse, 2009.
- Tout savoir sur le sexe, avec Michel Piquemal, ill. de Deemoes, édition de La Martinière, 2009.
- Récit intégral (ou presque) de mon premier baiser, Seuil Jeunesse, 2009.
- En un tour de main, Seuil, 2010.
- Joli Cœur, Éditions Talents Hauts, illustrations Benjamin Strickler, 2010.
- Le Ventre de ma maman De la Martinière jeunesse, illustrations Christine Roussey, 2011. Traduction en Espagne, Italie, Pays-Bas, États-Unis.
- Petite Peste, Oskar, 2011.
- Récit intégral (ou presque) d’une coupe de cheveux ratée, Seuil, 2012.
- Peur express, Actes Sud Junior, 2012.
- Dans les bras de mon papa, La Martinière jeunesse, illustrations Christine Roussey, 2012.
- Mauvaise Connexion, coll. « Ego », éditions Talents Hauts, 2012 - roman ado autour des dangers des rencontres sur Internet[5].
- Rêves en noir, Actes Sud Junior, 2013.
- Dans mon petit cœur, La Martinière jeunesse, illustrations Christine Roussey, 2013.
- Ma vie en chantier, Actes Sud Junior, illustrations Amandine Laprun, 2013.
- Un jour j'irai chercher mon prince en skate, Actes Sud Junior, 2013.
- Un hiver en enfer, Actes Sud, 2014.
- Trilogie Mentine, Flammarion, illustrations Margaux Motin, 2015(1 : Privée de réseau ; 2 : Cette fois c'est l'internat ! ; 3 : Pas de cadeau).
- Trop tôt, coll. « Ego », Éditions Talents Hauts, 2015 - roman ado autour de l'IVG.
- Le Domaine, Actes Sud, 2016.
- Y a pas de héros dans ma famille, Actes Sud, 2017.
- Mentine, Tome 4 : Seule à New York, Flammarion, illustrations Margaux Motin, 2017.
- Une fille de, Actes Sud junior, 2017.
- Mes petits cadeaux, La Martinière jeunesse, illustrations de Christine Roussey, 2017.
- Mère, fille, mère, etc : 11 portraits photographiques et littéraires de femmes sensibles des quartiers, éditions du Pourquoi Pas, 2017.
- Allez au nid ! , La Martinière jeunesse, illustrations de Christine Roussey, 2018.
- Léon, le plus petit des grands explorateurs, Saltimbanque, illustrations de Stéphane Kiehl, 2018.
- Premier arrêt avant l'avenir, Actes Sud, 2019.
- Mentine 5 : On divorce, Flammarion jeunesse, illustrations de Margaux Motin
- J'ai quatorze ans et ce n'est pas une bonne nouvelle, Actes Sud junior, coll. « Ado » 2021.
- Jo Witek (Autrice) et Juliette Mas (Photographe), Chambres adolescentes, éditions la Martinière, 6 septembre 2024, 256 p.

### Récits/Nouvelles
- Les Petites Valises, éditées par Emma Floré, 2000. Mises en onde pour France Culture par Blandine Masson en 1995.
- Tu aimeras la vie (Prix La Noiraude/Lamballe 2003), parue dans « Le Onzième Commandement », ouvrage collectif, édition Terre de Brume.
- Fille-mère' (Prix Elle magazine, comptoir des Cotonniers 2004), parue dans « Mères et filles », ouvrage collectif, Éd Cherche-Midi, 2004.
- Publications du magazine culturel Olé ! : Éternel féminin, 2006 – Il faut parfois crier dans la rue pour rencontrer sa voisine du dessus, 2005 – Menu enfant, 2005 – Pas de roses pour Julietta Massini, 2006.

### Scénarios
- Jambon, court-métrage, scénario et réalisation avec Bernadette Lafont, 1994.
- Karl, court-métrage réalisé par Roland Topor, 1994.
- Histoire des femmes, consulting pour Marielle Issartelle, Arte 1995 (d’après Histoires de femmes de Georges Duby et Michelle Perrot).
- En mémoire de toi, long métrage, sélection Prix Genève Europe / France 2, 1996.
- Bollywoogie, moyen-métrage, réalisation Biggs, avec Stomy Bugsy et Leeroy, Cartel Production, 2007 (DVD Le Maquis, diffusion Canal Jimmy).

### Spectacle vivant
- My absence of, écriture de la partition textuelle du spectacle chorégraphique de Kisten Debrock / Cie KD Danse. Création La Cigalière de Sérignan, 2009.
- Je me rappelle à toi, Cie Les Voisins du Dessus, création marionnettique, 2012.

## Récompenses
- Sélection The White Ravens 2010, foire du livre de Bologne pour Tout savoir sur le sexe, avec Michel Piquemal, La Martinière.
- Prix Paul Hurtmans 2014[6] pour En un tour de main.
- Prix Gayant Lecture 2014[6] pour Peur express.
- Prix Paille en Queue 2014, niveau CE2/CM1[7] du Salon du Livre jeunesse de l'océan Indien, pour Ma vie en chantier.
- Prix Paille en Queue 2014, niveau 5e/4e[7] du Salon du Livre jeunesse de l'océan Indien, pour Un jour j’irai chercher mon prince en skate.
- Prix A-Fictionados 2015 pour Un hiver en enfer[8].
- Prix Farniente 2016[6] pour Un hiver en enfer.
- Prix Sésame 2016[6] pour Trop tôt.
- Prix Libbylit 2017[9] décerné par l'IBBY, catégorie Roman junior, pour Y a pas de héros dans ma famille
- Prix des lycéens allemands 2019[10] pour Une fille de...
- Mention spéciale prix Vendredi 2019 pour Premier arrêt avant l'avenir[11].
- Prix Babelio Jeunesse 2021 pour J'ai quatorze ans et ce n'est pas une bonne nouvelle.